# Отсутствие зависти
Отсу́тствие за́висти — это критерий справедливого дележа. 
При дележе, в результате которого отсутствует зависть, любой агент чувствует, что его доля не меньше доли остальных агентов, потому никакой агент не чувствует зависть.

## Определения
Ресурс делится среди нескольких агентов, так что любой агент {\displaystyle i} получает долю {\displaystyle X_{i}}. Любой агент {\displaystyle i} имеет субъективное отношение предпочтения {\displaystyle \succeq _{i}} для различных возможных долей. Говорят, что в результате дележа отсутствует зависть, если для любых {\displaystyle i} и {\displaystyle j}:
{\displaystyle X_{i}\succeq _{i}X_{j}}
Если предпочтения агентов представлены функциями {\displaystyle V_{i}}, то это определение эквивалентно утверждению:
{\displaystyle V_{i}(X_{i})\geqslant V_{i}(X_{j})}
Иначе, мы говорим, что агент {\displaystyle i} завидует агенту {\displaystyle j}, если {\displaystyle i} предпочитает свой собственный кусок куску агента {\displaystyle j}, то есть:
{\displaystyle X_{i}\prec _{i}X_{j}}
{\displaystyle V_{i}(X_{i})<V_{i}(X_{j})}
Говорят, что в результате дележа отсутствует зависть, если никакой агент не завидует другому агенту.

## История
Критерий отсутствия зависти ввели для задачи справедливого разрезания торта Георгий А. Гамов и Марвин Стерн в 1958 году. В контексте задачи справедливого разрезания торта отсутствие зависти означает, что каждый агент верит, что их доля по меньшей мере не меньше, чем любая другая доля. В контексте дележа обязанностей отсутствие зависти означает, что каждый агент считает, что их доля по меньшей мере не больше, чем другие доли. Решающим критерием является отсутствие у агента желания обменять свою долю на долю другого агента.
См статьи:
- Завистливое разрезание торта — детальный обзор процедур и результатов, связанных с критерием отсутствия зависти при разрезании торта.
- Групповой завистливый делёж — усиление критерия отсутствия зависти от отдельных агентов до коалиций групп агентов.

Дункан Фоли в 1967 году применил критерий отсутствия зависти для экономической задачи распределения ресурсов. Он стал доминирующим критерием справедливости в экономике. См., например:
- Теоремы Вариана

См. также:
- Завистливое распределение объектов — обзор процедур и результатов, связанных с критерием отсутствия зависти при распределении неделимых предметов.
- Задача о совместном найме квартиры — пример задачи распределения, в которой отсутствие зависти является основным критерием справедливости.

## Связь с другими критериями справедливости

### Связь между пропорциональностью и свободой от зависти
Пропорциональность (ПД) и отсутствие зависти (ОЗ) являются двумя независимыми свойствами, но, в некоторых случаях, из одного свойства вытекает другое.
Когда все оценки являются аддитивными функциями множеств и весь торт разделён, выполняются следующие связи:
- Для двух участников ПД и ОЗ эквивалентны
- Для трёх и более участников из ОЗ вытекает ПД, но не наоборот. Например, возможен случай, когда каждый из трёх участников получает по 1/3 по его собственному субъективному мнению, но по мнению Алисы часть Боба оценивается в 2/3

Когда оценки являются лишь субаддитивными, из ОЗ всё ещё вытекает ПД, но из ПД больше не следует ОЗ, даже для двух участников — возможен случай, когда доля Алисы в её глазах сто́ит 1/2, но доля Боба сто́ит даже больше. Если же оценки супераддитивны, из ПД следует ОЗ для двух участников, но из ОЗ уже не следует ПД даже для двух участников — возможен случай, когда доля Алисы в её глазах сто́ит 1/4, но доля Боба сто́ит даже меньше. Аналогично, когда не весь торт разделён, из ОЗ не следует ПД. Импликации подытожены в следующей таблице:
| Оценки          | 2 участника                                                 | 3+ участника                  |
| --------------- | ----------------------------------------------------------- | ----------------------------- |
| Аддитивная      | {\displaystyle EF\implies PR} {\displaystyle PR\implies EF} | {\displaystyle EF\implies PR} |
| Субаддитивная   | {\displaystyle EF\implies PR}                               | {\displaystyle EF\implies PR} |
| Супераддитивная | {\displaystyle PR\implies EF}                               | -                             |
| Общего вида     | -                                                           | -                             |